# ۴۲ (فیلم)
۴۲ فیلمی در ژانر زندگی‌نامه‌ای و درام است که در سال ۲۰۱۳ منتشر شد.

## خلاصه داستان
داستان زندگی جکی رابینسون و ثبت قرار داد تاریخی این بازیکن بیسبال با تیم بروکلین داجرز توسط مدیر برنامه‌هایش برنچ ریکی و ....

## بازیگران
- هریسون فورد
- آلن تودیک
- لوکاس بلک
- رایان مریمان
- تی آر نایت
- همیش لینکلیتر
- برت کالن
- جیمز پیکنز جونیور
- برد بیر
- ردا گریفیس
- نیکول بهاری